# کانگ هیون مو
کانگ هیون مون (زاده ۱۳ مارس ۱۹۹۵، به کره‌ای:강 현무) یک بازیکن فوتبال اهل کره جنوبی است. وی برای باشگاه فوتبال پوهانگ استیلرز بازی می‌کند.

## حرفه
کانگ میون هو در ژانویه ۲۰۱۴ به تیم اول پوهانگ استلیرز ارتقا یافت. او اولین بازی حرفه ای خود را در ۱۲ مارس ۲۰۱۷ انجام داد.